# Xihu (Hangzhou)
Der Stadtbezirk Xihu (chinesisch 西湖區 / 西湖区,  Xīhú Qū) ist ein Stadtbezirk der Unterprovinzstadt Hangzhou, der Hauptstadt der Provinz Zhejiang in der Volksrepublik China. Er hat eine Fläche von 312,6 km² und zählt 1.112.992 Einwohner (Stand: Zensus 2020).

## Administrative Gliederung
Auf Gemeindeebene setzt sich der Stadtbezirk aus zehn Straßenvierteln und zwei Großgemeinden zusammen. 